# Chemoautotrofy
Chemoautotrofy – organizmy chemosyntetyzujące, które wykorzystują energię chemiczną pozyskiwaną z utleniania związków nieorganicznych do produkcji związków organicznych. Przykładem takich organizmów są bakterie metanowe, siarkowe, nitryfikacyjne (Nitrobacter, Nitrosomonas, Nitrosospira), żelaziste (Ferrobacillus) czy wodorowe (Hydrogenomonas). Mają zdolność do przyswajania dwutlenku węgla kosztem energii – w wyniku czego powstają związki przyswajalne dla roślin.
Chemoautotrofy przeprowadzają chemosyntezę w dwóch fazach, które są od siebie zależne. W fazie pierwszej dochodzi do utlenienia związków mineralnych utleniaczem (np. tlenem atmosferycznym), przez co powstaje energia używana do wytworzenia ATP i NADH2. W fazie drugiej następuje asymilacja CO2 przy użyciu ATP i NADH2, co prowadzi do utworzenia związku organicznego.
Bakterie chemoautotroficzne w abisalu mogą pełnić rolę producentów.